# Éditions Cana
Les Éditions Cana ont été fondées en France en 1978 par le journaliste de presse écrite et de télévision (Antenne 2 et TF1) catholique franco-polonais Jean Offredo.
Outre l'œuvre de Jean-Paul II et ses biographies, elles éditaient des livres sur la Pologne, l'Algérie, l'histoire, et la religion d'une manière générale. 
Elles ont cessé toute activité depuis 2008 et ont été radiées du registre du commerce en janvier 2013.

## Extraits du catalogue
- Janusz Korczak, Seul à seul avec Dieu ou Prières de ceux qui ne prient jamais, traduit par Zofia Bobowicz
- Wanda Przybylska, Journal de Wanda, traduit par Zofia Bobowicz[3], 1981 (réédité en Livre de poche)
- Marielene Leist, Dis pourquoi la mort ?, traduit par Anne-Pascale Noury, 1981  (ISBN 978-2-86335-026-3)
- Jean-Paul II,  Triptyque romain : Méditations, Préfaces de Joseph Ratzinger et Jean Offredo, Traduction d'Agata Kalinowska-Bouvy, coédité avec FIDES  (ISBN 978-2-76212-538-2)
- Jean Offredo, Jean-Paul II. Le Rouge et le Blanc, 1991
- Jean Offredo, Jean-Paul II ou Le Rêve de Jérusalem  (1998)
- Jean Offredo, Jean Paul II en Pologne (16-23 juin 1983)  (1983)
- Jean Offredo, Jean-Paul II : L'Aventurier de Dieu  (1986)
- Jean Offredo, Lech Walesa ou l'Été polonais (1981)
- Jerzy Turowicz, La Pologne au cœur, Préface de Jean Offredo, 2002  (ISBN 978-2-86335-070-6)
- Institut catholique de Paris (collectif), Stefan Wyszynski : le Cardinal de fer, préface de Mgr Jean-Marie Lustiger, 2003  (ISBN 978-2-86335-081-2)
- Xavier de Chalendar, À table avec Dieu : les repas dans la Bible
- Alain Maillard de La Morandais, Aux quatre vents de l'Esprit
- Luc Montagnier, Vaincre le sida : entretiens avec Pierre Bourget
- Stan Rougier, Aime et tu vivras
- Pierre Talec, Dieu la nuit
- Tito de Alencar (en), Alors les pierres crieront
- Michel Bavarel, Chrétiens du bout du monde
- Jerzy Popiełuszko, Le Chemin de ma croix : messes à Varsovie
- Jerzy Popiełuszko, Carnets intimes (1980-1984), Traduction et introduction : Jean Offredo
- Joseph Wresinski, Heureux vous les pauvres !
- Bill Coleman, Trumpet story
- Bernard Molter, Edith Stein, martyre juive de confession chrétienne
- Léon-Étienne Duval, Au nom de la vérité : Algérie, 1954-1962
- Maurice Deleforge, Vers la vérité tout entière
- André Dumas, Cent prières possibles, 1991  (ISBN 978-2-86335-054-6)
- Jean-Luc Douin, Wajda
- Andrzej Jawień (Karol Wojtyła), La boutique de l'orfèvre : méditations sur le sacrement du mariage se transformant, de temps à autre, en drame
- Hervé Bourges, Décoloniser l'information
- Adam Boniecki, Nous, chrétiens de Pologne
- René Rémond, Les catholiques dans la France des années 30
- Stefan Wilkanowicz, Pologne, année 39
- Guy Suarès, Veilleur, où en est la nuit ? : lettres imaginaires entre trois fils d'Abraham
- Mgr Hippolyte Simon, Vers une France païenne ?
- Mgr Hippolyte Simon, La Liberté ou les Idoles ?